# Tigerstripe

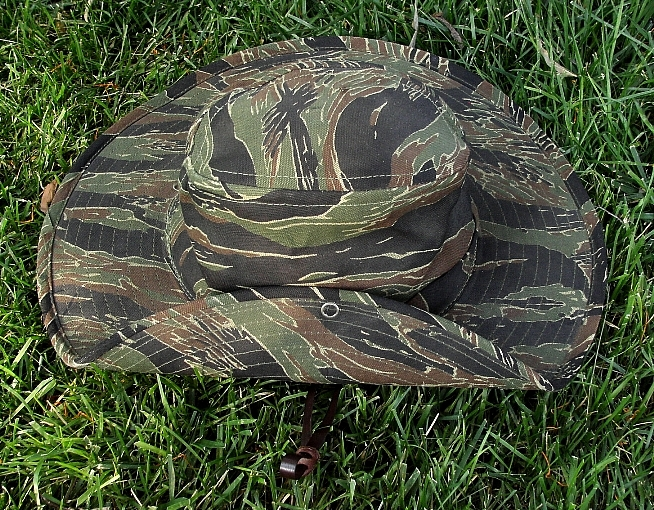
Un boonie camouflé en tigerstripe.

Le Tigerstripe est un ensemble de camouflage destiné aux usages en jungle profonde, développé par les Forces armées sud-vietnamiennes et américaines. Son nom a pour origine sa similitude de forme avec les bandes des tigres. Inspiré probablement du camouflage français lizard, il existe une vingtaine de déclinaison, adaptations et variantes du tigerstripe.

## Historique
On ne sait pas qui a développé le premier modèle de tigerstripe, composé à l'origine de soixante-quatre bandes. Les Français avaient déjà en Indochine un camouflage similaire, tandis que parallèlement, les Anglais en employaient un autre en Birmanie.
Après le départ des Français d'Indochine, les marines de la République du Vietnam ont continué à utiliser ce camouflage français, avant, semble-t-il, de se répandre en Birmanie aussi. Finalement, certains corps d'élites de l'armée américaine (Bérets verts, LRRP (en)s, SEALs...) ont tenté de l'adopter, contrairement à l'usage réglementaire.
Outre les Américains et l'ARNV, l'Australie et la Nouvelle-Zélande y ont également eu recours.

## Utilisateurs
- Afghanistan - Armée et police

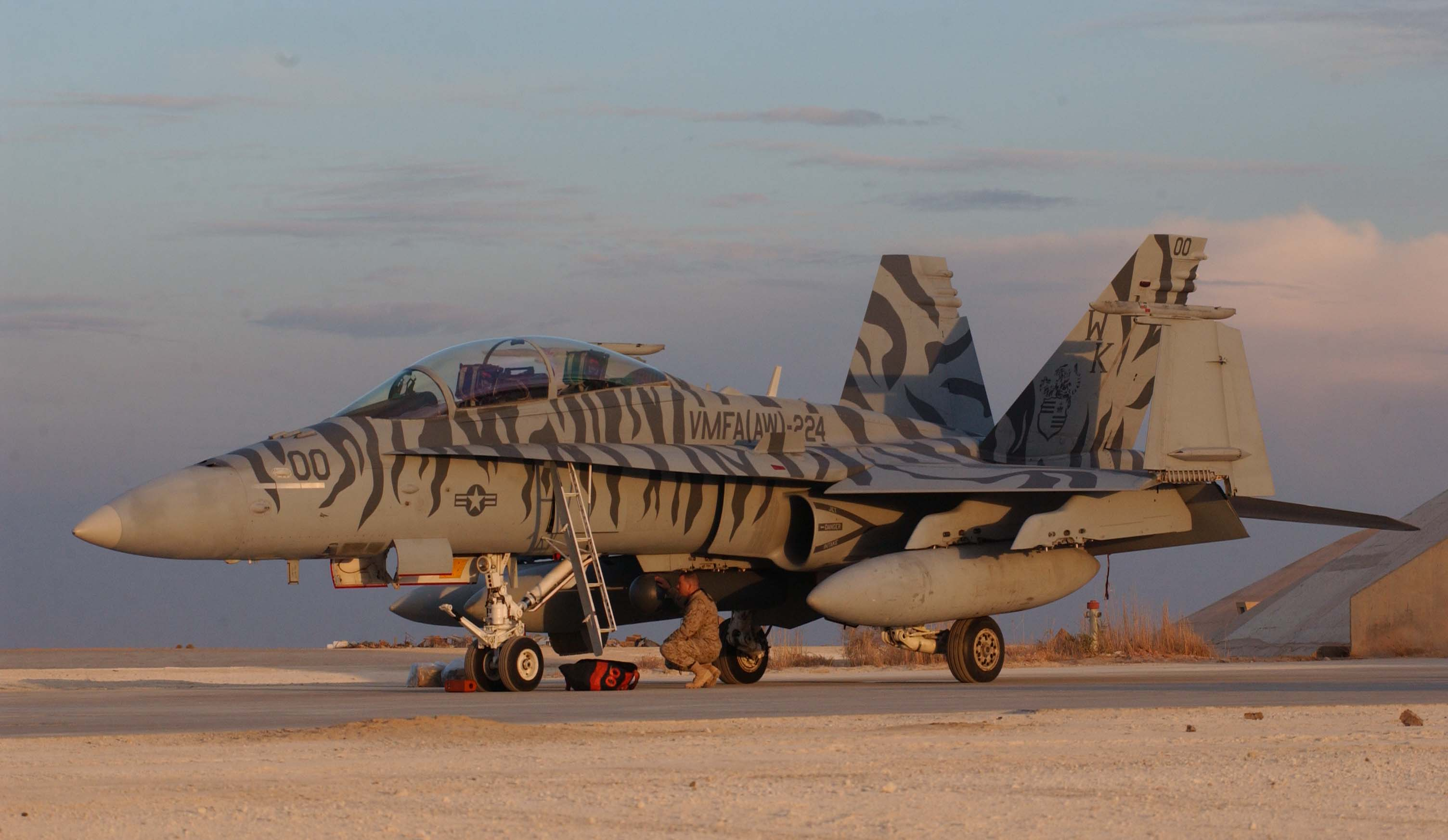
Un F/A-18 Hornet de l'escadron VMFA(AW)-224, customisé en tigerstripe.

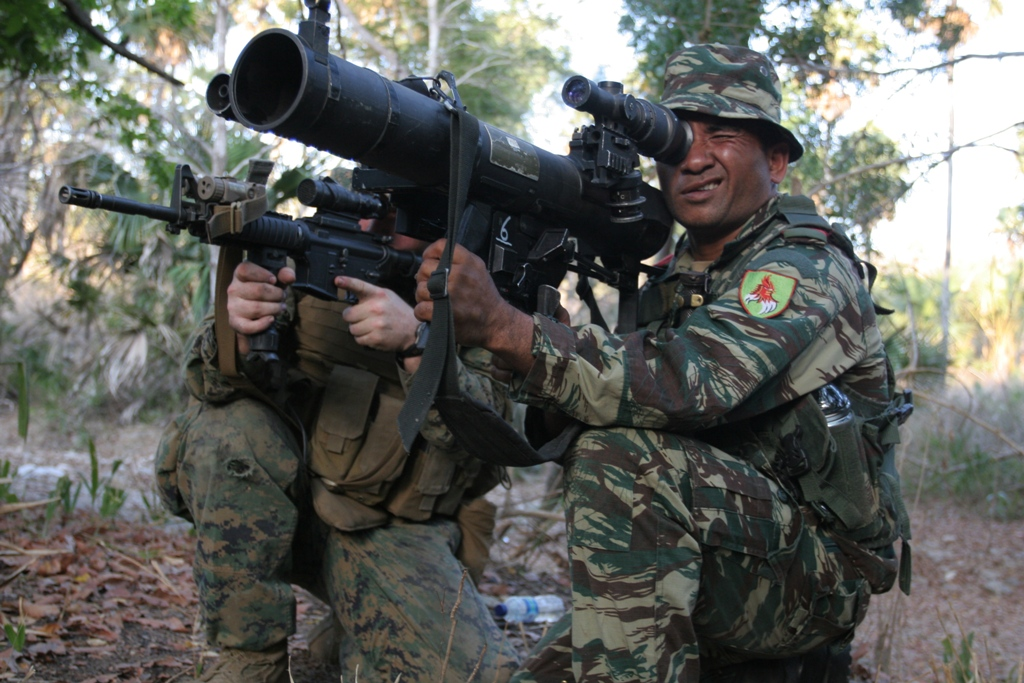
Un soldat du Timor Oriental (droite) camouflé en tigerstripe

- Argentine - Grupo Especial de Operaciones Federales
- Australie - Australian Special Air Service (en)
- République dominicaine - Dominican Air Force Guards, Police Special Service Unit.
- Équateur
- France - Légion étrangère en Guyane
- Liban
- Nouvelle-Zélande - Special Air Service of New Zealand
- Nicaragua - Garde nationale nicaraguayenne, troupes du commando EEBI entre 1968 et 1979.
- Paraguay
- Pérou
- Philippines
- Russie - OMON, Spetsnaz, Troupes aéroportées de la fédération de Russie
- Serbie
- Singapour - En version désertique
- Corée du Sud
- République du Viêt Nam Rangers et Marines
- Viêt Nam - Guerre frontalière avec la Chine en 1979
- Taïwan - Corps des fusiliers marins de la République de Chine
- Thaïlande
- Royaume-Uni - Special Air Service